# Omer Adoté
Omer Darius Adoté, né en 1935 et mort le 22 septembre 1985, est un ingénieur togolais. Membre du parti Jeunesse démocratique du Togo et opposant politique de Gnassingbé Eyadema . Il est arrêté à plusieurs reprises. Lors de sa dernière arrestation en 1985, il est torturé à mort à l'électricité.

## Biographie

### Jeunesse et formation
Omer Adoté naît en 1935. À l'âge adulte, il part à Leipzig suivre une formation d'ingénieur en construction mécanique, avec une spécialisation en architecture industrielle.

### Engagement politique et arrestations
De retour au Togo, il milite dans la Jeunesse démocratique du Togo et s'oppose à Gnassingbé Eyadema. Cette opposition lui vaut d'être arrêté en 1973, 1974 et 1977. Lors de cette dernière arrestation, prétextée par l'« affaire des professeurs égarés », il subit une première torture à l'électricité,.

### Dernière arrestation, torture et mort
Le 11 septembre 1985, il est à nouveau arrêté. Torturé à l'électricité, il meurt sous les mauvais traitements le 22 septembre 1985.